# Церковь Живоносного Источника (Арзамас)
Церковь иконы Божией Матери «Живоносный Источник» — православный храм в городе Арзамасе Нижегородской области. Расположен на Соборной площади рядом с Воскресенским собором. В настоящее время относится к приходу Воскресенского собора.

## История и общие сведения
Тёплый храм Воскресенского собора с колокольней возведён в стиле переходном от барокко к классицизму в 1794 на месте старой каменной церкви, дата построения которой неизвестна. В 1795 году освящён главный придел.
В 1935 году храм был закрыт. Церковь использовалась для содержания заключённых, работающих на особом строительстве по линии НКВД, позже в ней размещалась артель «Красный Октябрь», спортклуб.
Храм возвращён Нижегородской епархии в середине 1950-х годов.
Главный престол освящён в честь иконы Богородицы «Живоносный Источник», два малых — в честь Архистратига Михаила, и Сергия и Германа Валаамских (до революции — в честь иконы Божией Матери «Утоли моя печали»). Резной иконостас выполнен арзамасскими мастерами Митрящевыми. В храме находится редкий образ — икона «Собор Пресвятой Богородицы». В 1910 году на средства купца Д. А. Сурина в храме было проведено водяное отопление, в первой из городских церквей.

## Галерея
- Церковь Живоносного Источника
- Церковь Живоносного Источника на Соборной площади